# هائومیا
هائومیا (به انگلیسی: Haumea) (نماد: ) یا هومیا یا هائومیا ۱۳۶۱۰۸ یا ۲۰۰۳ ال‌ای (۶۱ ‎/haʊˈmeɪ.ə/‎ یا ‎/ˌhɑːuːˈmeɪ.ə/‎how-MAY-ə) با نام پیشین و مستعار و غیررسمی سانتا (به انگلیسی: Santa) سومین سیارهٔ کوتولهٔ دور از خورشید در منظومهٔ خورشیدی پس از سرس و پلوتو و پیش از ماکی‌ماکی و اریس است و در طبقهٔ پلوتوئیدها، ریزسیاره‌ها، اجسام فرانپتونی و اجسام کمربند کویپر نیز جای دارد.
کاشف اصلی هائومیا مبهم است. مایکل براون می‌گوید که این سیارهٔ کوتوله را در ۲۸ دسامبر ۲۰۰۴ و چند روز پیش از کریسمس کشف کرده‌است. در ۲۸ ژوئیهٔ ۲۰۰۵ نیز خوزه لوئیس اورتیز مورنو ادعا کرد که این جسم آسمانی را کشف کرده‌است و کاشف اصلی آن مشخص نیست. براون پس از یافتن این جسم آسمانی، نام سانتا (به معنای بابا نوئل) را بر آن نهاد. سرانجام به پیشنهاد گروه براون و به انتخاب دیوید رابینوویتز و با موافقت اتحادیهٔ بین‌المللی اخترشناسی، نام هائومیا بر این سیارهٔ کوتوله نهاده‌شد. در اساطیر هاوایی، هائومیا ایزدبانوی زایمان و باروری است.
اوج هائومیا ۵۱٫۴۶۵ واحد نجومی و حضیض آن ۳۴٫۶۵۲ واحد نجومی است و یک بار گردش آن پیرامون خورشید ۲۸۳ سال طول می‌کشد و °۲۸٫۱۹ نسبت به دائرةالبروج تمایل دارد. هائومیا ۷۵–۷۰ درصد از نوری که توسط خورشید به آن تابیده می‌شود را منعکس می‌کند و سومین شیء درخشان کمربند کویپر پس از پلوتو و ماکی‌ماکی است. این سیارهٔ کوتوله بیضی‌شکل و قطرهای آن ۹۹۶×۱٬۵۱۸×۱٬۹۶۰ کیلومتر است و دورهٔ چرخش آن ۳٫۹۱۵۴ ساعت و ۰٫۱۶۳ برابر روز زمینی است.
هائومیا از سنگ ساخته‌شده و لایه‌ای از یخ بلوری و کریستالی روی آن را پوشش می‌دهد. نقطهٔ تیرهٔ مایل به قرمز بر روی سطح این سیارهٔ کوتوله در تضاد با رنگ سفید آن و مرموز است و می‌تواند یک منبع غنی‌تر از یخ کریستالی نسبت به بقیهٔ سطح آن باشد. هائومیا دارای دو ماه بسیار کوچک به نام‌های هایاکا (بزرگ‌تر) و ناماکا (کوچک‌تر) است که هر دو در سال ۲۰۰۵ توسط گروه براون کشف‌شدند. خانوادهٔ هائومیا نخستین خانوادهٔ برخوردی است که شامل هائومیا، دو ماه آن و پنج شیء دیگر است. اشیاء خانوادهٔ هائومیا از برخورد جسمی بزرگ به هائومیا به وجود آمده‌اند.
طی یک میلیارد سال آینده، هائومیا تبدیل به یک دنباله‌دار و ۱۰٬۰۰۰ بار روشن‌تر از دنباله‌دار جذاب و دیدنی هیل-باپ خواهد شد و مانند ماه کامل در آسمان قابل مشاهده خواهد بود.

## کشف

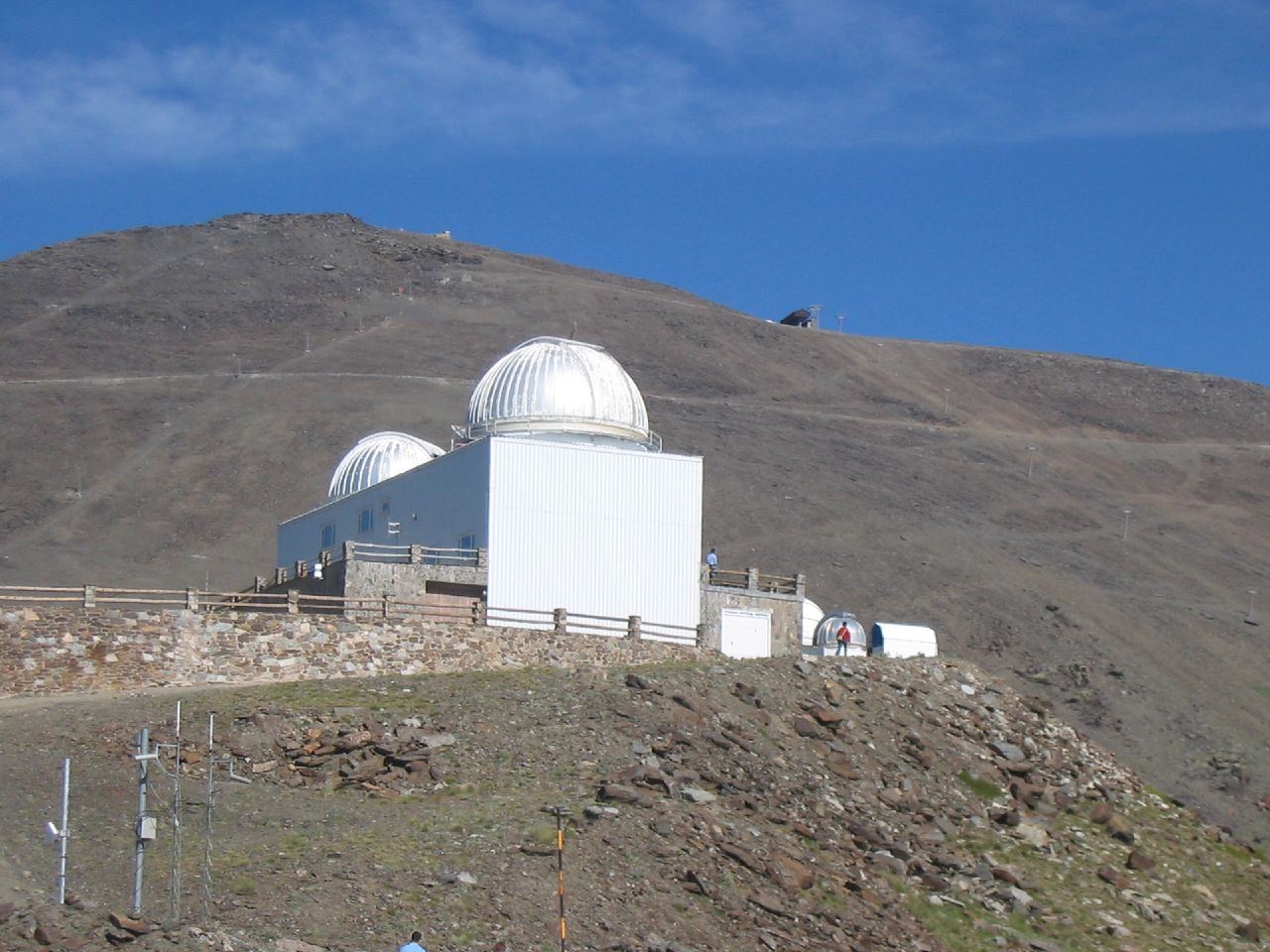
رصدخانهٔ سیرا نوادا که اورتیز ادعا کرد که هائومیا را در آن کشف کرده‌است.

گروهی به رهبری خوزه لوئیس اورتیز مورنو از مؤسسهٔ اخترفیزیک اندلس در گرانادا، اسپانیا ادعا کردند که هائومیا را در سال ۲۰۰۵ کشف کرده‌اند. اما این ادعا مورد مناقشه و اختلاف است و برخی می‌گویند که گروه اورتیز، هائومیا را با بررسی سیاههٔ رصدهای گروهی دیگر به رهبری مایکل براون از مؤسسهٔ فناوری کالیفرنیا پیدا کرده‌است. محل کشف این سیارهٔ کوتوله، رصدخانهٔ سیرا نوادا در اسپانیا است. برایان مارسدن، دبیر کمیتهٔ نام‌گذاری اجسام کوچک که یکی از دو کمیتهٔ نام‌گذاری سیارات کوتوله است، در این باره گفته‌است: «کاشف جسم (هائومیا) مبهم است و ما نمی‌خواهیم که موجب ایجاد یک حادثهٔ بین‌المللی شویم.»
این سیارهٔ کوتوله میان مارس ۲۰۰۳ تا ژوئیهٔ ۲۰۰۵ کشف شده‌است. مایکل براون می‌گوید که هائومیا را در ۲۸ دسامبر ۲۰۰۴ و چند روز پس از کریسمس کشف کرده‌است. در ۲۰ ژوئیهٔ ۲۰۰۵، براون گزارش کشف هائومیا از داده‌های گردآوری‌شده در ۶ مه ۲۰۰۴ را در اینترنت گزارش داد.
هم‌چنین در ۲۸ ژوئیهٔ ۲۰۰۵، اورتیز اعلام‌کرد که هائومیا را کشف کرده‌است. اما شواهد سرور نشان‌داد که دو روز پیش از آن، شخصی در مؤسسهٔ اخترفیزیک اندلس، سیاههٔ رصدهای آنلاین مایکل براون را دیده‌است. اورتیز گفت که یک دانشجوی فارغ‌التحصیل نگاره‌های بایگانی‌شده از جسمی که در مارس ۲۰۰۳ گرفته شده‌است را به او نشان‌داد. دانشجوی فارغ‌التحصیل گفت که آن‌ها جسمی مشابه جسمی که گروه براون چند روز پیش دربارهٔ آن فرستاده‌ای به صورت آنلاین فرستاده‌است را پیدا کرده‌اند. اما براون در این زمینه به اتحادیهٔ بین‌المللی اخترشناسی شکایت‌کرد و پرسشی داشت که آیا گروه اسپانیایی پیش از دیدن فرستادهٔ آنلاین و سیاههٔ تلسکوپ او، هائومیا را شناسایی کرده‌است؟
تعدادی از اعضای اتحادیهٔ بین‌المللی به این مسئله نگاه‌کردند، اما هیچ پژوهش و تحقیق رسمی انجام نگرفت. با وجود همهٔ این پرسش‌ها، هیچ شواهدی وجود ندارد که نشان‌دهد گروه اورتیز با بهره‌گیری از سیاههٔ رصدهای براون، هائومیا را کشف کرده‌است. اورتیز که پس از این تصمیم در دسترس نبود، گفت: «من خوش‌حال نیستم، من فکر می‌کنم که تصمیم اتحادیهٔ بین‌المللی اخترشناسی مایهٔ تأسف است و این یک سنت بد است.» براون نیز در مورد این تصمیم گفت: «من از این تصمیم خشنودم و این قطعنامهٔ خوبی است.»

## نام
نام جایگزین این سیارهٔ کوتوله «۲۰۰۳ ای‌ال۶۱» و نام ریزسیاره‌ای آن «هائومیا ۱۳۶۱۰۸» است. جسم کشف‌شدهٔ جدید، توسط گروه براون «سانتا» (Santa) نام گرفت که همان بابا نوئل است؛ زیرا گروه براون این جسم را نخستین بار در ۲۸ دسامبر ۲۰۰۴ و چند روز پس از کریسمس دیدند. بابا نوئل شکل افسانه‌ای پاسدار و نگهبان سنتی کریسمس در ایالات متحدهٔ آمریکا و کشورهای دیگر است و برای کودکان هدیه می‌آورد و در بسیاری از کشورهای اروپایی نیز پر نقش است.
به اجسام فراتر از نپتون یا اجسامی که در نزدیکی مدار نپتون هستند، نام‌های افسانه‌ای و اساطیری مرتبط با دنیای مردگان داده می‌شود. در اواسط سپتامبر ۲۰۰۶، گروه براون نام‌هایی برای جسم جدید و ماه‌های آن ارائه‌داد. این نام‌ها از اساطیر هاوایی برگرفته شده‌بودند و دلیل آن نیز احترام به جایی است که جسم در آن کشف شده‌است.
پس از سه سال، با موافقت اتحادیهٔ بین‌المللی اخترشناسی، سانتا برای همیشه نام رسمی «هائومیا» را دریافت‌کرد. در اساطیر هاوایی، هائومیا ایزدبانوی زایمان و باروری است. بسیاری از فرزندان او از بخش‌های مختلف بدن او زاده می‌شوند. او شکل‌های مختلف به خود می‌گیرد و بسیاری از باز زادهای مختلف را تجربه کرده‌است. به عنوان ایزدبانوی زمین، او نشان‌دهندهٔ عنصر سنگ است. نام هائومیا توسط دیوید رابینوویتز از دانشگاه ییل که یکی از همکاران کشف سانتا به همراه مایکل براون و چد تروهیو در رصدخانهٔ جمینی در هاوائی بود، گزینش شده‌بود. دلیل گزینش نام هائومیا توسط رابینوویتز این بود که این نام با سنگ ارتباط داشت و سانتا از چیزی به جز سنگ ساخته شده‌بود. دو ماه هائومیا نیز نام‌های «هایاکا» و «ناماکا» را به خود گرفتند. هایاکا ایزدبانوی پاسدار و نگهبان جزیرهٔ بزرگ هاوایی است که از دهان هائومیا زاده‌شد و ناماکا نیز یک روح آب است که از بدن هائومیا زاده‌شد. اما گروه براون پیش از گزینش نام رسمی برای هایاکا و ناماکا، نام‌های «رودولف» (رودولف گوزن بینی قرمز) و «بلیتزن» (گوزن بابانوئل) را بر آن‌ها نهاده‌بود.

## طبقه‌بندی

رخ‌گرد هائومیا در یک دستگاه مرجع چرخان با نپتون بی‌حرکت و ساکن

اکتشافات بزرگ در دههٔ گذشته، ستاره‌شناسان را به بررسی تعریف یک سیاره واداشته‌است. بنابراین در ماه اوت سال ۲۰۰۶، در تعریف سیاره تجدید نظر شد. در این سال، اتحادیهٔ بین‌المللی اخترشناسی تعریف تازه‌ای از سیاره ارائه‌داد و طبق آن تعریف، سیاره جسم آسمانی است که ویژگی‌های زیر را داشته‌باشد:
- در مداری پیرامون ستاره‌ای بچرخد، اما خودش ماه نباشد.
- دارای جرم کافی و تقریباً کروی‌شکل باشد.
- اجرام آسمانی پیرامون مدار خود جاروب شده‌باشند (پیرامون مدار خود اجرام آسمانی بزرگی که گرانش غالب منطقه را در اختیار داشته‌باشند، وجود نداشته باشد).

از سوی دیگر، عنوان تازه‌ای به نام سیارهٔ کوتوله به وجود آمد که به جسم آسمانی گفته می‌شود که دارای ویژگی‌های زیر باشد:
- در مداری پیرامون ستاره‌ای بچرخد، اما خودش ماه نباشد.
- دارای جرم کافی و تقریباً کروی‌شکل باشد.
- اجرام آسمانی پیرامون مدار خود جاروب نشده‌باشند (پیرامون مدار خود اجرام آسمانی بزرگی که گرانش غالب منطقه را در اختیار داشته‌باشند، وجود داشته باشند).

پراکندگی اجسام فرانپتونی در فضا

تنها تفاوت میان سیارات و سیارات کوتوله، مناطق پیرامون آن‌هاست. اجرام آسمانی دیگری پیرامون سیارات کوتوله وجود دارند، اما پیرامون سیارات وجود ندارند. اکنون سرس، پلوتو، هائومیا، ماکی‌ماکی و اریس ۵ سیارهٔ کوتولهٔ منظومهٔ خورشیدی هستند.
در ماه ژوئن سال ۲۰۰۸، اتحادیهٔ بین‌المللی اخترشناسی عنوان تازه‌ای به نام پلوتوئید به وجود آورد و آن را این‌گونه تعریف‌کرد: «پلوتوئیدها سیارات کوتوله‌ای هستند که نسبت به نپتون فاصلهٔ بیشتری با خورشید دارند و بزرگ‌ترین اجرام کمربند کویپر هستند.» اکنون، پلوتو، هائومیا، ماکی‌ماکی و اریس ۴ پلوتوئید منظومهٔ خورشیدی هستند. در ۱۷ سپتامبر ۲۰۰۸، اتحادیهٔ بین‌المللی اخترشناسی هائومیا را به عنوان سیارهٔ کوتولهٔ پنجم و پلوتوئید چهارم تعیین‌کرد. علاوه بر این، هائومیا یک ریزسیاره نیز است.

## مدار و چرخش

مدار هائومیا
مدار پلوتو
مدار نپتوندر ماه مه سال ۲۰۰۹

مسافتی که هائومیا برای یک بار گردش پیرامون خورشید می‌پیماید، ۱۰۱۰×۴٫۰۰۱ کیلومتر است. اوج این سیارهٔ کوتوله ۱۰۹×۷٫۷۱۹۷۵ کیلومتر (۵۱٫۴۶۵ واحد نجومی) و حضیض آن ۱۰۹×۵٫۱۹۷۸ کیلومتر (۳۴٫۶۵۲ واحد نجومی) است. سرعت متوسط هائومیا در مدار خود ۱۶٬۱۹۱ کیلومتر بر ساعت و خروج از مرکز مداری آن ۰٫۱۹۵۲۳۷۵۱۰۳۴۱۰۳۰۳ است و °۲۸٫۱۹ نسبت به دائرةالبروج تمایل دارد.
دورهٔ چرخش (طول روز) هائومیا ۰٫۱۶۳ برابر روز زمینی و ۳٫۹۱۵۴ ساعت است که ممکن‌است به دلیل ازدیاد طول آن باشد. اجسام کمربند کویپر مداری مشابه مدار هائومیا دارند. چرخش هائومیا سریع است و ممکن‌است که به دلیل برخورد جسمی به آن در گذشته‌های دور باشد. هائومیا دارای کوتاه‌ترین روز در میان سیارات کوتوله است فاصلهٔ مدار آن نسبت به خورشید ۴۳٫۱ برابر فاصلهٔ زمین تا خورشید است و تقریباً ۲۸۲ سال طول می‌کشد تا یک بار به‌طور کامل در مدار خود بگردد.

## اندازه، شکل و ترکیب
| Shows the extent and boundaries of tectonic plates, with superimposed outlines of the continents they support |                 |
| جسم | قطر (کیلومتر)   |
| هائومیا | ۹۹۶×۱٬۵۱۸×۱٬۹۶۰ |
| هایاکا | ۳۱۰             |
| ناماکا | ۱۷۰             |
| سرس | ۹۴۲٫۴           |
| پلوتو | ۲٬۳۹۰           |
| ماکی‌ماکی | ۱٬۴۲۰           |
| اریس | ۲٬۴۰۰           |
| زمین | ۱۲٬۷۴۲          |
| ماه | ۱٬۷۳۱٫۱         |
| خورشید | ۱٬۳۹۲٬۰۰۰       |

هائومیا بیضی‌شکل است و ابعاد آن ۹۹۶×۱٬۵۱۸×۱٬۹۶۰ کیلومتر مربع است. دلیل شکل منحصر به فرد شکل هائومیا، چرخش سریع این سیارهٔ کوتوله به دور خودش است.
دلیل این که چرا هائومیا سریع می‌چرخد و از سنگ ساخته‌شده که توسط یخ پوشش داده‌شده و توسط ماه‌های کوچک احاطه شده‌است، در یک فرضیه توضیح داده شده‌است. این فرضیه بیان می‌کند که ۴٫۵ میلیارد سال پیش در حالی که منظومهٔ خورشیدی در حال شکل‌گیری بود، هائومیا مانند توپی بود که نیمی از آن از یخ و نیم دیگر آن از سنگ ساخته شده‌بود و اندازهٔ آن در حدود اندازهٔ پلوتو بود (شبیه تصوری که ما امروزه از پلوتو داریم). سپس یکی از بزرگ‌ترین اجسام کمربند کویپر به صورت مایل و مورب به هائومیا برخورد کرد. این جسم به یخ موجود در هائومیا برخورد نکرد و پس از آن، هائومیا تبدیل به جسم سنگی شد که یک لایهٔ نازک یخ آن را پوشش می‌داد. برخورد این جسم به هائومیا به صورت مایل، باعث‌شد که هائومیا به تندی بچرخد. چرخش سریع آن موجب کشیدگی و درازشدن آن و مانند توپ فوتبال شد که ما امروزه می‌بینیم. ماه‌های هائومیا نیز در اثر همین برخورد به وجود آمدند.

## سطح
از مقدار چگالی هائومیا می‌توان دریافت که تقریباً به‌طور کامل از سنگ ساخته شده‌است. هم‌چنین با دقت در نور آفتاب بازتاب‌شده از سطح و تجزیه و تحلیل دقیق طیف نور می‌توان دریافت که سطح هائومیا از یخ ساخته شده‌است و یک لایهٔ نازک یخی، لایهٔ بزرگ سنگی را پوشش داده‌است.

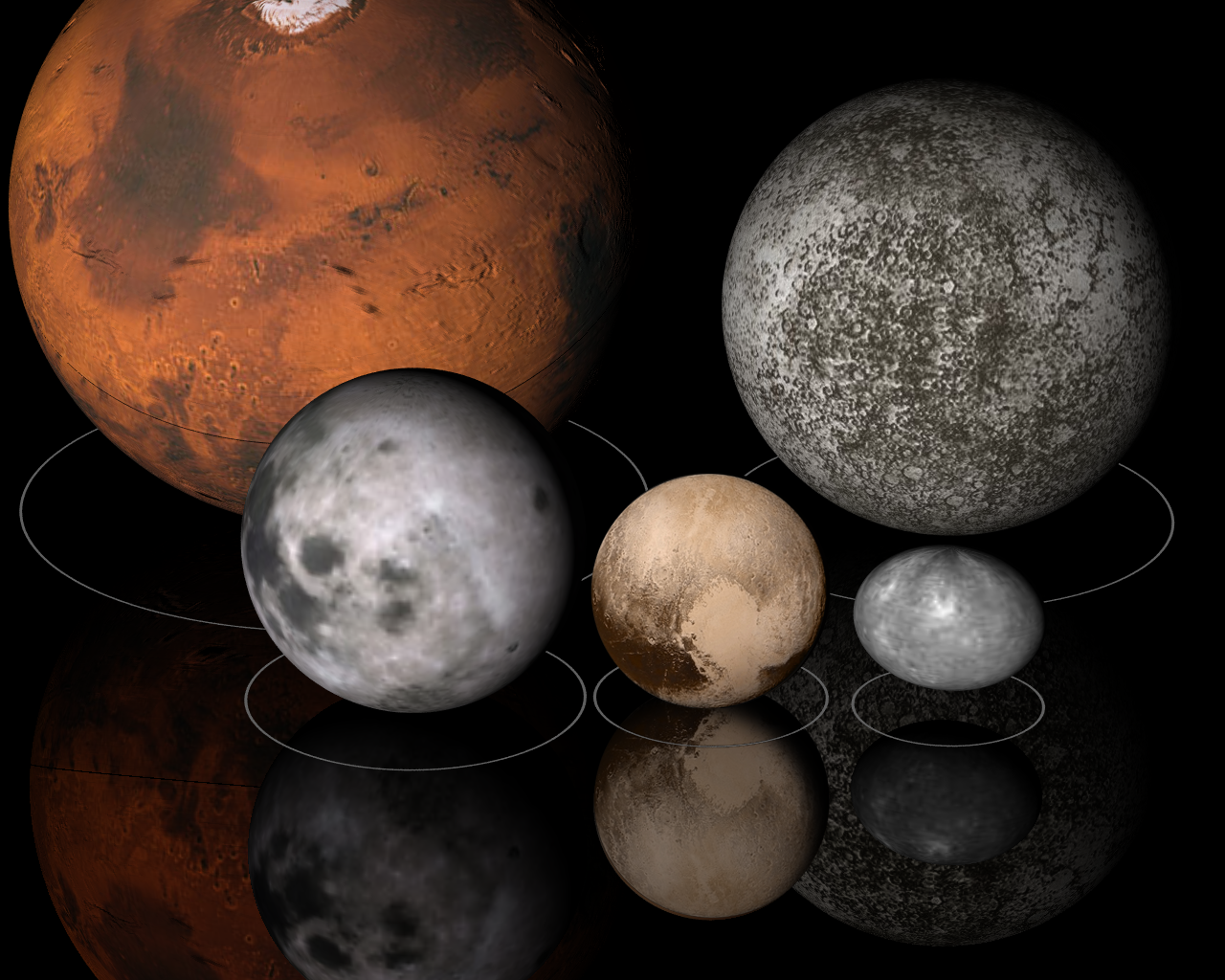
نگارهٔ هنری از مقایسهٔ اندازهٔ هائومیا با برخی اجسام دیگر: ردیف بالا از چپ به راست: بهرام، تیر ردیف پایین از چپ به راست: ماه، پلوتو، هائومیا

پس از پلوتو، هائومیا دومین جسم کمربند کویپر است که ویژگی‌های سطحی آن قابل مشاهده است. به جای یخ بلوری، پژوهشگران انتظار داشتند که هائومیا با یخ بی‌شکل و غیر متبلور پوشیده شده‌باشد و مولکول‌های آب در آن به صورت آشفته و بی‌نظم وجود داشته‌باشند. اگرچه نوری که از خورشید به هائومیا می‌رسد، ۲٬۰۰۰ بار کمتر از نوری است که از خورشید به زمین می‌رسد، فرض بر این بود که پرتوهای فرابنفش به اندازه‌ای به هائومیا می‌رسد که بتواند طی میلیون‌ها سال ساختار یخی کریستالی را از میان ببرد. از آن‌جا که تابش خورشیدی ساختار بلوری و کریستالی یخ را از میان می‌برد، برای حفظ آرایش و سازماندهی هائومیا، انرژی لازم است. این انرژی به احتمال زیاد از عناصر پرتوزای (رادیواکتیو) درون هائومیا مانند پتاسیم-۴۰، توریم-۳۲۳، اورانیم-۲۳۸ و گرمای تولید شده توسط جزر و مدی که هائومیا و ماه‌های آن بر روی یک دیگر وارد می‌کنند، به دست می‌آید. نقطهٔ تیرهٔ مایل به قرمز بر روی سطح این سیارهٔ کوتوله در تضاد با رنگ سفید آن و مرموز است و می‌تواند یک منبع غنی‌تر از یخ کریستالی نسبت به بقیهٔ سطح باشد.
پس از پلوتو و ماکی‌ماکی، هائومیا سومین جسم درخشان کمربند کویپر است و ۷۵–۷۰ درصد از نوری که توسط خورشید به آن تابیده می‌شود را بازتاب می‌کند. البته چون اریس در فاصلهٔ بسیار دوری از خورشید قرار دارد، درخشندگی ظاهری پلوتو، ماکی‌ماکی و هائومیا از آن بیشتر است. دمای سطحی هائومیا °۲۴۱- سانتی‌گراد (°۳۲ کلوین یا °۴۰۲- فارنهایت) است.

## ماه‌های هائومیا

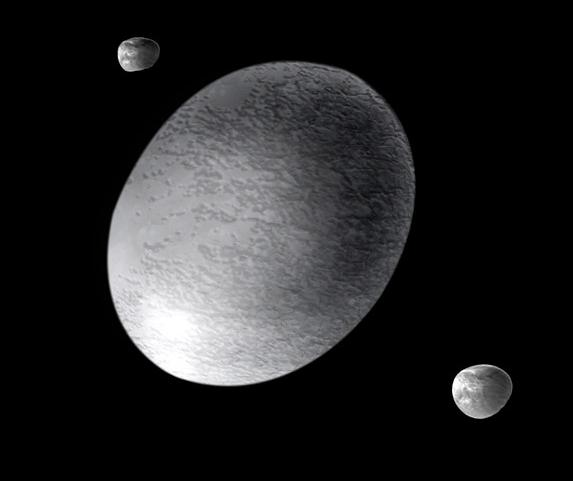
هائومیا (وسط) و دو ماه آن (ناماکا سمت بالا و هایاکا سمت پایین)

نگاهی بر مدار هایاکا و ناماکا پیرامون هائومیا:
مدار هایاکا
مدار ناماکا

حدود ۱۰ درصد از اجسام کمربند کویپر، ماه‌ها هستند. هائومیا دارای دو ماه بسیار کوچک به نام‌های هایاکا و ناماکا است که آن را احاطه کرده‌اند. به باور ستاره‌شناسان، هائومیا مدت‌ها پیش احتمالاً با جسم بزرگ دیگری برخورد کرده و اگر این باور درست باشد، می‌تواند دلیل شکل عجیب و غریب و چرخش سریع هائومیا باشد. در اثر این برخورد، احتمالاً قطعات باقی‌مانده از برخورد گرد هم آمده‌اند و ماه‌های هائومیا را ساخته‌اند. در اساطیر هاوایی، هایاکا ایزدبانوی حافظ و نگهبان جزیرهٔ بزرگ هاوایی است که از دهان هائومیا زاده‌شد و ناماکا نیز یک روح آب است که از بدن هائومیا زاده‌شد.
تا همین اواخر، هیچ جسم دیگری در کمربند کویپر به جز هائومیا با بیش از یک ماه شناخته نشده‌بود، اما به تازگی، دو ماه کوچک پیرامون پلوتو کشف‌شد. گمان زده می‌شود که اجسام دیگر کمربند کویپر (حداقل اجسام بزرگ آن) دارای ماه‌های متعدد باشند، اما جستجوهای بسیار حساس انجام‌شده توسط تلسکوپ فضایی هابل برای کشف ماه‌های پیرامون بزرگ‌ترین اجسام کمربند کویپر شکست خورده‌است و هیچ ماه دیگری پیدا نشده‌است. تناوب مداری هایاکا ۴۹ روز است، در حالی که تناوب مداری شارون (ماه پلوتو) فقط ۶ روز است. مدار هایاکا تقریباً (نه کاملاً) دایره‌ای شکل است و دلیل آن هم اثر ناماکا بر آن است.
هایاکا از ناماکا بزرگ‌تر است و قطر آن حدود ۳۱۰ کیلومتر (۱۹۳ مایل) است. این ماه با هر بار گردش کامل پیرامون هائومیا در ۴۹ روز، مسافتی حدود ۴۹٬۵۰۰ کیلومتر (۳۰٬۷۵۸ مایل) را می‌پیماید. این ماه توسط گروه اخترشناسی مایکل براون در ۲۶ ژانویهٔ ۲۰۰۵ کشف‌شد. قطر ناماکا حدود ۱۷۰ کیلومتر (۱۰۶ مایل) و تناوب مداری آن ۳۴/۷ روز است و در این مدت مسافتی حدود ۳۹٬۳۰۰ کیلومتر (۲۴٬۴۲۰ مایل) را می‌پیماید. این ماه نیز مانند هایاکا، توسط گروه براون اما در ۳۰ ژوئن ۲۰۰۵ کشف‌شد.

## خانوادهٔ هائومیا

منطقهٔ فرانپتونی منظومهٔ خورشیدی:
خانوادهٔ هائومیا
اجسام دیگر کمربند کویپر
پلوتینوها و اجسام فرانپتونی دیگر تشدیدشده
اجسام دیسک فشرده

پنداشته می‌شود که اجسام کوچک منظومهٔ خورشیدی به شدت تحت تأثیر برخورد بوده‌اند. در کمربند سیارک‌ها، وجود خانواده‌های جداگانه از سیارک‌ها که در مدار و اغلب ویژگی‌های سطحی مانند یک‌دیگر هستند، مدرکی برای برخوردهای بزرگ در این منطقه است. خانوادهٔ برخوردی خانواده‌ای است که اجسام آن از یک برخورد مشترک منشأ گرفته‌اند. خانواده‌های برخوردی عامل تشکیل و تکامل کمربند سیارک‌ها هستند.
خانوادهٔ هائومیا نخستین خانوادهٔ برخوردی شناخته‌شده در کمربند کویپر است. سن این خانواده جوان‌تر از ۱۰۰ میلیون سال نیست و حداقل ۱ میلیارد سال (با ۹۵ درصد اطمینان) است. ویژگی‌های عجیب و غریب هائومیا و ماه‌های آن منجر به پیدایش فرضیهٔ تأثیر یک جسم غول‌پیکر شده‌است. هم‌چنین پنج جسم دیگر مانند ماه‌های هائومیا رصد شده‌است که به نظر می‌رسد از تکه‌های یخ لایهٔ بیرونی هائومیا ساخته شده‌باشد. این تکه‌های یخی به‌طور رسمی باقی‌ماندهٔ هائومیا شناخته می‌شود، زیرا شمار کمی از اجسام کمربند کویپر دارای سطوح منحصر به فرد و ساخته‌شده از یخ تقریباً خالص هستند. اجسام دیگر کمربند کویپر دارای سطوح بسیار پیچیده‌تری هستند که به سختی قابل درک است، اما هائومیا، ماه‌های آن و آن پنج جسم منحصر به فرد هستند. این پنج جسم، ۱۹۹۹ اس‌ام۵۵، ۱۹۹۶ تی‌او۶۶، ۲۰۰۲ تی‌اکس۳۰۰، ۲۰۰۳ اوپی۳۲ و ۲۰۰۵ آرآر۴۳ هستند.
پیش از این شواهد، شواهدی مبنی بر چنین اختلالات فاجعه‌باری در بخش‌های بیرونی منظومهٔ خورشیدی وجود نداشته‌است؛ هر چند که چنین اختلالات فاجعه‌باری در کمربند سیارک‌ها در بخش‌های درونی منظومهٔ خورشیدی روی داده‌است. این برخورد در منطقه‌ای از فضا (کمربند کویپر) رخ داده‌است که اجسام در آن به مدت طولانی زندگی نمی‌کنند و مدارشان ناپایدار نمی‌شود. هنگامی که مدار جسم ناپایدار می‌شود، آن جسم می‌تواند به بخش‌های درونی منظومهٔ خورشیدی راه پیدا کند. واضح است که تأثیر آن جسم غول‌پیکر موجب پدید آمدن خانوادهٔ هائومیا و تکه‌های بسیار کوچک آن شده‌است. طی یک میلیارد سال آینده، هائومیا تبدیل به یک دنباله‌دار و ۱۰٬۰۰۰ بار روشن‌تر از دنباله‌دار جذاب و دیدنی هیل-باپ خواهد شد و مانند ماه کامل در آسمان قابل مشاهده خواهد بود.